# Mimic 2
Mimic 2 este un film de groază științifico-fantastic american din 2001 regizat de Jean de Segonzac, după un scenariu inspirat de o povestire scrisă de Donald A. Wollheim. Filmul a fost un sequel direct pe DVD al filmului Mimic (1997) și a fost continuat de Mimic 3: Sentinel (2003).

## Distribuție
- Alix Koromzay ...  Remi Panos
- Bruno Campos ...  Det. Klaski
- Will Estes ...  Nicky
- Gaven E. Lucas ...  Sal Aguirre (ca Gaven Eugene Lucas)
- Edward Albert ...  Darksuit
- Jon Polito ...  Morrie Deaver
- Jody Wood ...  Det. Clecknal
- Jim O'Heir ...  Lou
- Brian Leckner ...  Jason Mundy
- Paul Schulze ...  Phillip